# Micropterus floridanus
A Micropterus floridanus a sugarasúszójú halak (Actinopterygii) osztályának sügéralakúak (Perciformes) rendjébe, ezen belül a díszsügérfélék (Centrarchidae) családjába tartozó faj.

## Előfordulása
A Micropterus floridanus előfordulási területe az észak-amerikai kontinensen van. Az Amerikai Egyesült Államok egyik endemikus hala. Kizárólag Florida állam területén található meg.

## Életmódja
Szubtrópusi, édesvízi halfaj, amely a mederfenék közelében él.